# Governo Bidault I
Il Governo Bidault I è stato in carica dal 24 giugno al 28 novembre 1946, per un totale di 5 mesi e 4 giorni.

## Cronologia
- 12 giugno 1946: caduta del governo di Félix Gouin
- 16 giugno 1946: il generale Charles de Gaulle, in un discorso a Bayeux, critica duramente la nascente Quarta Repubblica ed il sistema partitico vigente (tripartismo)
- 23 giugno 1946: si apre l'Assemblea costituente; Georges Bidault è eletto capo dell'esecutivo provvisorio
- 17 agosto 1946: viene chiusa la prigione di Caienna, l'ultima colonia penale della Guyana francese
- 22 agosto 1946: vengono introdotti assegni familiari per ogni cittadino francese
- 7 ottobre 1946: il servizio militare obbligatorio viene esteso ad un anno
- 13 ottobre 1946: il referendum istituzionale sulla nuova Costituzione vede la vittoria del "sì" con il 53% dei voti
- 19 ottobre 1946: viene introdotto lo statuto della funzione pubblica per regolare i pubblici uffici
- 27 ottobre 1946: nascita ufficiale della Quarta Repubblica. Viene creata l'Unione francese per garantire maggiore autonomia alle colonie
- 10 novembre 1946: si volgono le prime elezioni legislative della Quarta Repubblica. Il PCF risulta il primo partito (28,8% dei voti). Bidault incontra a Parigi il ministro degli esteri sovietico Molotov
- 27 novembre 1946: viene adottato il "piano Monnet"
- 28 novembre 1946: i comunisti si ritirano dal governo; Bidault rassegna le dimissioni

## Consiglio dei Ministri
Il governo, composto da 18 ministri (oltre al presidente del consiglio, al sottosegretario alla presidenza e 2 vicepresidenti del consiglio), vedeva partecipi:
| Carica                                                 | Titolare | Titolare                | Partito | Durata             |
| ------------------------------------------------------ | -------- | ----------------------- | ------- | ------------------ |
| Presidente del Governo Provvisorio                     |          | Georges Bidault         | MRP     | Dal 24 giugno 1946 |
|                                                        |          |                         |         |                    |
| Vicepresidente del Consiglio dei Ministri              |          | Félix Gouin             | SFIO    | Dal 24 giugno 1946 |
| Vicepresidente del Consiglio dei Ministri              |          | Maurice Thorez          | PCF     | Dal 24 giugno 1946 |
|                                                        |          |                         |         |                    |
| Ministro degli Affari Esteri                           |          | Georges Bidault         | MRP     | Dal 24 giugno 1946 |
| Ministro dell'Interno                                  |          | Édouard Depreux         | SFIO    | Dal 24 giugno 1946 |
| Ministro della Giustizia                               |          | Pierre-Henri Teitgen    | MRP     | Dal 24 giugno 1946 |
| Ministro delle Armate                                  |          | Edmond Michelet         | MRP     | Dal 24 giugno 1946 |
| Ministro degli Armamenti                               |          | Charles Tillon          | PCF     | Dal 24 giugno 1946 |
| Ministro dell'Economia Nazionale                       |          | François de Menthon     | MRP     | Dal 24 giugno 1946 |
| Ministro delle Finanze                                 |          | Robert Schuman          | MRP     | Dal 24 giugno 1946 |
| Ministro della Produzione Industriale                  |          | Marcel Paul             | PCF     | Dal 24 giugno 1946 |
| Ministro dei Trasporti e dei Lavori Pubblici           |          | Jules Moch              | SFIO    | Dal 24 giugno 1946 |
| Ministro della Ricostruzione e Urbanesimo              |          | François Billoux        | PCF     | Dal 24 giugno 1946 |
| Ministro dell'Istruzione Nazionale                     |          | Marcel-Edmond Naegelen  | SFIO    | Dal 24 giugno 1946 |
| Ministro della Sanità Pubblica                         |          | René Arthaud            | PCF     | Dal 24 giugno 1946 |
| Ministro del Lavoro e della Previdenza Sociale         |          | Ambroise Croizat        | PCF     | Dal 24 giugno 1946 |
| Ministro della Popolazione                             |          | Robert Prigent          | MRP     | Dal 24 giugno 1946 |
| Ministro dell'Agricoltura                              |          | François Tanguy-Prigent | SFIO    | Dal 24 giugno 1946 |
| Ministro delle Poste, Telegrafi e Telefoni             |          | Jean Letourneau         | MRP     | Dal 24 giugno 1946 |
| Ministro dei Reduci e delle Vittime di guerra          |          | Laurent Casanova        | PCF     | Dal 24 giugno 1946 |
| Ministro della Francia d'Oltremare                     |          | Marius Moutet           | SFIO    | Dal 24 giugno 1946 |
|                                                        |          |                         |         |                    |
| Sottosegretario di Stato alla Presidenza del Consiglio |          | André Colin             | MRP     | Dal 24 giugno 1946 |